# Götgesbach
Der Götgesbach, alternativ auch als Göttchesbach und im Oberlauf als Schlossbach bezeichnet, ist ein linker Zufluss des Endenicher Bachs in Bonn. Er hat eine Länge von 4,9 km.

## Verlauf
Der Göttchesbach entspringt als Schlossbach südlich des Forsthauses Kottenforst im Bonner Ortsteil Röttgen und fließt in nördliche Richtung ab. Der Bach durchquert größtenteils Waldgebiet, jedoch auch aufgelockerte Siedlungsfläche und landwirtschaftlich genutztes Gelände. Südlich von Ückesdorf nimmt das Gewässer linksseitig den Olligsbach auf und ändert seinen Namen daraufhin in Göttchesbach.
Der Bach mündet schließlich südlich des geodätischen Übungsfeldes der Universität in den Katzenlochbach. Die Mündung befindet sich wie auch die Quelle knapp innerhalb des Vogelschutzgebietes und FFH-Gebietes Waldreservat Kottenforst mit Waldville, das das frühere Naturschutzgebiet Katzenlochbachtal mit umfasst.
Der Göttchesbach überwindet während seiner Fließstrecke einen Höhenunterschied von 69 Metern, somit ergibt sich ein mittleres Sohlgefälle von 14,1 ‰.

## Charakteristik
Das Gewässer zeigt sich im Allgemeinen als naturnaher, mäandrierender und strukturreicher Bach innerhalb eines Waldgebietes. Im Oberlauf ist er jedoch auch streckenweise begradigt und weist dort keine bachbegleitenden Ufergehölze auf. Im Oberlauf trocknet der Bach zudem temporär aus.